# Abbaye de Thavaud
Pour les articles homonymes, voir Thavaud.
L'Abbaye de Thavaud  est une abbaye du XIIe siècle, située sur la commune de Dournazac, en Haute-Vienne, près de Châlus.
Le prieuré Sainte-Marie de Thavaud (Alta vauds signifiant en ancien occitan « hautes vallées ») est fondé en 1181, à la demande du seigneur de Montbrun. Il dépend de l’abbaye de La Couronne, située près d’Angoulême, dont il fut le seul établissement en Haut Limousin.
Détruite par les armées de Coligny, l'abbaye ne se relève pas des guerres de religion.
Elle appartient à des propriétaires privés, d’origine locale, et n'est pas ouverte aux visites.